# Gilbert Martin
Pour les articles homonymes, voir Martin.
Gilbert Martin, né le 11 décembre 1899 à Rouen (Seine-Inférieure) et mort le 29 octobre 1976 au Theillement (Eure), est un homme politique français.

## Biographie
Fils d'un chirurgien, Gilbert Martin abandonne ses études à quinze ans et devient responsable d'une exploitation agricole dans l'Eure. Entré en politique comme conseiller municipal de Theillement, en 1925, il en devient maire quatre ans plus tard.
Président départemental de la confédération générale de l'agriculture en 1945, président de la chambre d'agriculture de l'Eure en 1952, il est actif dans plusieurs organismes liés au monde rural et agricole (crédit agricole, mutualité agricole, comité départemental de l'habitat rural, conseil supérieur de l'agriculture, commission de l'agriculture du Commissariat général au Plan, etc.), et devient président-directeur général d'une entreprise médicale située à Rouen.
Candidat malheureux aux sénatoriales, sous l'étiquette du Rassemblement des gauches républicaines, en juin 1955, il est, après la décision d'Albert Forcinal de présenter sa propre liste, sollicité par Pierre Mendès France pour figurer sur la liste que celui-ci conduit aux législatives de 1956.
Grâce aux 37 % des voix obtenue par cette liste, Gilbert Martin est élu député. À l'Assemblée, il n'intervient que sur les questions agricoles, tout en suivant dans ses votes les positions de Mendès, jusqu'au retour de Charles de Gaulle, en faveur de qui il vote en juin 1958.
Il se présente néanmoins comme suppléant de Pierre Mendès-France qui est battu par le centriste Rémy Montagne lors des élections législatives de 1958. Après cet échec, Gilbert Martin abandonne la vie politique.

## Distinctions
- Officier de la Légion d'honneur (1961)[1]
- Commandeur de l'ordre du Mérite agricole

## Sources
- Biographie sur le site de l'Assemblée nationale